# Matías Perelló
Matías Mijail Perelló (Puerto General San Martín, 17 de noviembre de 2001) es un futbolista argentino, que se desempeña como extremo derecho del Club Atlético Central Córdoba (SdE), de la Primera División de Argentina, cedido por la Asociación Atlética Argentinos Juniors.

## Trayectoria

### Argentinos Juniors
Perelló se formó en las divisiones inferiores de Argentinos Juniors, con quien firmó su primer contrato profesional el 3 de junio de 2022.  Hizo su debut con el primer equipo el 2 de marzo de 2024 en una derrota por 2-1 en la Copa de la Liga Profesional ante Independiente. y doce días después marcó el primer gol de su carrera en la decisión de la victoria por 2-1 en la Copa Argentina sobre Gimnasia y Tiro de Salta.

### Central Córdoba
En enero de 2025 se concreta el traspaso a préstamo por un año a Central Córdoba de Santiago del Estero de la Primera División de Argentina.
El 21 de febrero convierte su primer gol en la institución ante Estudiantes de La Plata en condición de visitante.

## Estadísticas
Actualizado al último partido disputado el 21 de febrero de 2025.
| Argentinos Juniors Argentina | 1.ª           | 2024          | 15 | 0 | 3 | 1 | 3 | 0 | 21 | 1 |
| Argentinos Juniors Argentina | Total club    | Total club    | 15 | 0 | 3 | 1 | 3 | 0 | 21 | 1 |
| Central Córdoba (SdE) Argentina | 1.ª           | 2025          | 5  | 1 | 0 | 0 | 0 | 0 | 5  | 1 |
| Central Córdoba (SdE) Argentina | Total club    | Total club    | 5  | 1 | 0 | 0 | 0 | 0 | 5  | 1 |
| Total carrera | Total carrera | Total carrera | 20 | 1 | 3 | 1 | 3 | 0 | 26 | 2 |
| (1) La copa nacional se refiere a la Copa Argentina y Copa de la Liga Profesional. (2) La copa internacional se refiere a la Copa Sudamericana y Copa Libertadores. |               |               |    |   |   |   |   |   |    |   |